# Holmtjärnen (Malungs socken, Dalarna, 672170-140004)
Holmtjärnen är en sjö i Malung-Sälens kommun i Dalarna och ingår i Dalälvens huvudavrinningsområde.